# 古鏡奇譚
《古鏡奇譚》是一系列漫畫的總稱，為臺灣漫畫家游素蘭的少女漫畫代表作之一。這部作品的故事以尋找七面神鏡為無形主幹，再以七位神祇之劫難輪迴為有形解說的故事，而主題則是「命運之範疇」、「反抗命運」、「友情與愛情」。七面神鏡為遠古七神所有，分別代表他們各自的力量，即本書「古鏡奇譚」名稱的含義。
據作者所說，《古鏡奇譚》最初並非少女向漫畫，是動了大手術及花了很多心血才改成少女調。即便如此，相較一般的少女漫畫，當中的愛情戲其實並不多。因為作者的劇本都十分中性，或者偏向少男漫畫，她自己也不喜歡被定型為「少女漫畫家」。

## 故事大綱
遠古的神祇為支撐天地打造了鎭邪七鏡，七鏡對應遠古七神，分別代表自然界的一種力量：造物神之光闇力以及雷、火、風、水、山、澤。神祇收回了其中四面，其餘三面則失落於人間。後來天地異動，七神相繼消失。他們進入轉輪輪迴，等待覺醒的時機。因為七鏡是七神覺醒的關鍵，因此，故事以尋找七面神鏡為無形主幹，再以遠古七神之劫難輪迴為有形解說，講述他們自遠古轉世至今三生三世（遠古、唐朝、現世）的前因後果，以及各自的歸宿。

## 「古鏡」系列

### 傾國怨伶
《傾國怨伶》為「古鏡」系列的第一部，1989年開始連載於臺灣華尙文化旗下的《周末漫畫》雜誌，1990年起由華尙發行前三冊正體中文單行本，1991年由大然文化發行完整版四冊單行本。2001年由狂龍國際發行新版，擴展為全五冊。2012年麥田出版發行盒裝套書「傾國怨伶經典愛藏版」，全五冊附加一本新繪製的番外篇。上述四個版本的封面均不相同。
該作主要講述雷神昊玥和虛構的唐高宗與武則天之女李盈公主的故事，以及創世神尙軒和水神嫿琤（李盈的前世）之間的情感。該作曾轟動一時，被認為是少女漫畫界最具創造性和想像力的代表作。1990年，《傾國怨伶》正式授權於一向以武俠、少年漫畫為主的香港發行。1993年12月開始在南韓少女漫畫週刊上連載，次年由靑鳥出版社（도서출판 파랑새）推出單行本。

### 火王
《火王》為「古鏡」系列的第二部，自1991年開始連載於臺灣大然文化旗下的《公主漫畫》雜誌，大然於1992至1998年期間陸續發行正體中文單行本，全十三冊。新版於2001至2003年期間由狂龍國際發行，擴展為全十四冊，全新封面，某些劇情和人物設定也有所改動。《火王》劇情承接前作《傾國怨伶》，以火神仲天和先知司徒奉劍（司命運之風神千湄於唐朝的轉世）的情感命運為主。2018年被改編成同名電視劇於湖南衛視首播。

### 丹聿記
《丹聿記》為「古鏡」系列的第三部，主角丹聿是司澤之神優河的轉世。作者沒有明說故事發生在哪個朝代，但地點是設定在一座歷史上眞實存在的水下古城獅城。《丹聿記》為全彩繪製，畫風與前兩部作品差異很大，人物衣裝和頭飾趨向華麗繁複。該作於2015年開始連載於中國漫畫刊物《中國卡通》，目前連載至12話。

## 遠古七神
帝昀
司山之神，除尙軒之外唯一有療傷能力的神，也是天地異變後唯二沒有消失的神祇之一。為消耗仲天的力量而於唐朝時設下圈套，後來為救力氣耗盡的尙軒而逝去。
嫿琤
司水之神，七神中唯一的女神，天地異變後第一個消失的神祇。遠古時與尙軒相戀，但對尙軒和昊玥的感情糾結，希望自己能一分為二。第一次轉世為唐朝公主李盈，與轉世後的昊玥相戀，現世轉生為居於紐約的臺裔女子蔚詠倩則與尙軒相戀。是「古鏡」系列第一部《傾國怨伶》的主角。根據作者的說法，嫿琤的形像就是一個純粹的「女神」，代表一個「極柔」的象徵。作者認為「光明之人必定懂得所有黑暗，如此才有力量抵抗或治癒黑暗」，同理，「嫿琤有着屬於她的堅強，因而才能如此溫柔」。
昊玥
司雷之神，掌控雷電之力，天地異變後第四個消失的神祇。唐朝時轉生為仲天的徒弟，長大後入宮擔任李盈的貼身侍衞，封號「持劍將軍」（但實際使用的武器是雙斧），並與她相戀。後為救李盈被太子設計殺害，武后憐其情將之與李盈合葬「唐靈陵」。因詠倩等人對公主陵的考古發掘而復活。是「古鏡」系列第一部《傾國怨伶》的主角之一。
尙軒
創世之神，天地異變後唯二沒有消失的神祇之一。掌控著光明與黑暗的力量，是七神的統領和維繫，深愛嫿琤。最後逝去，歸化萬物。尙軒的原型人物是作者年少時的一位鄰居，據作者所講：「小時候，鄰居家有位大哥哥，長得與衆不同，淺金色近白的頭髮，眼睫毛、眉毛都是同色，皮膚也比白種人還白，等我長大後才知道那叫做「白子」（白化症）。印象中他長得十分中性，說話聲音也很溫柔，我喜歡聽他說故事。簡單說，這位鄰居大哥哥成為日後尙軒、龍冰的原型人物。」
仲天
司火之神，掌控火燄之力，同時也是鍛造之神，天地異變後第三個消失的神祇。遠古時同伴對其評價是雖名為火王，但卻比冰還冷。第一次轉生至唐朝，是個紅髮碧眼、高鼻深目的西域人，與千湄的轉世司徒奉劍相戀。在奉劍逝去後，曾一度抗拒覺醒。現世轉生為美國企業家特萊斯·康納利·達尼，覺醒後接替尙軒成為新世紀的最高神。為「古鏡」系列第二部《火王》的主角。據作者所講，特萊斯的原型人物是荷蘭裔瑞典男模馬庫斯·申肯伯格。
千湄
司風之神，天地異變後第五個消失的神祇。有一頭柔亮金髮的靚麗小孩，能御風飛馳，也是命運的收線者，雙目不能視物卻能看見命運的絲線。遠古時就喜愛仲天，總是跟隨在他身後。第一次轉生至唐朝，成為名動天下的先知司徒奉劍，並與仲天相戀。本來動用了覺醒的力量而無法重生，後因仲天的力量再次轉生，現世是美國少年靈媒師珊諾·亞頓。為「古鏡」系列第二部《火王》的主角之一。
優河
司澤之神，天地異變後第二個消失的神祇。遠古時就愛上千湄，與仲天不和。唐朝時為了再見到千湄而動用覺醒的力量自沈睡中甦醒，因千湄的轉生奉劍與仲天發生衝突，被仲天所傷，後因動用覺醒之力而逝去。《古鏡奇譚》短篇後續《消失的時刻》提到以文熙華之名轉世到了現代。他也是「古鏡」系列第三部《丹聿記》的主角。

## 軼事
演員劉詩詩對少女漫畫頗感興趣，2013年去臺灣宣傳電視劇《軒轅劍之天之痕》期間，於誠品書店打包游素蘭的《傾國怨伶》漫畫。演員楊冪亦被眼尖網友在一段影片中發現她的書櫃中收藏有一套分上下兩冊的四拼一合訂本《火王》漫畫，因而被網友力薦出演《火王》電視劇中的「奉劍」一角。

## 外部連結
- 《火王 （页面存档备份，存于）》於上的主頁 （英文）
- 《傾國怨伶（页面存档备份，存于）》於上的主頁 （英文）
- 《漫畫在通識教育中之運用：解讀游素蘭〈傾國怨伶〉、〈火王〉漫畫中的身體意象（页面存档备份，存于）》– COnnecting REpositories（英语：COnnecting REpositories）